# 茨城県道187号矢幡潮来線

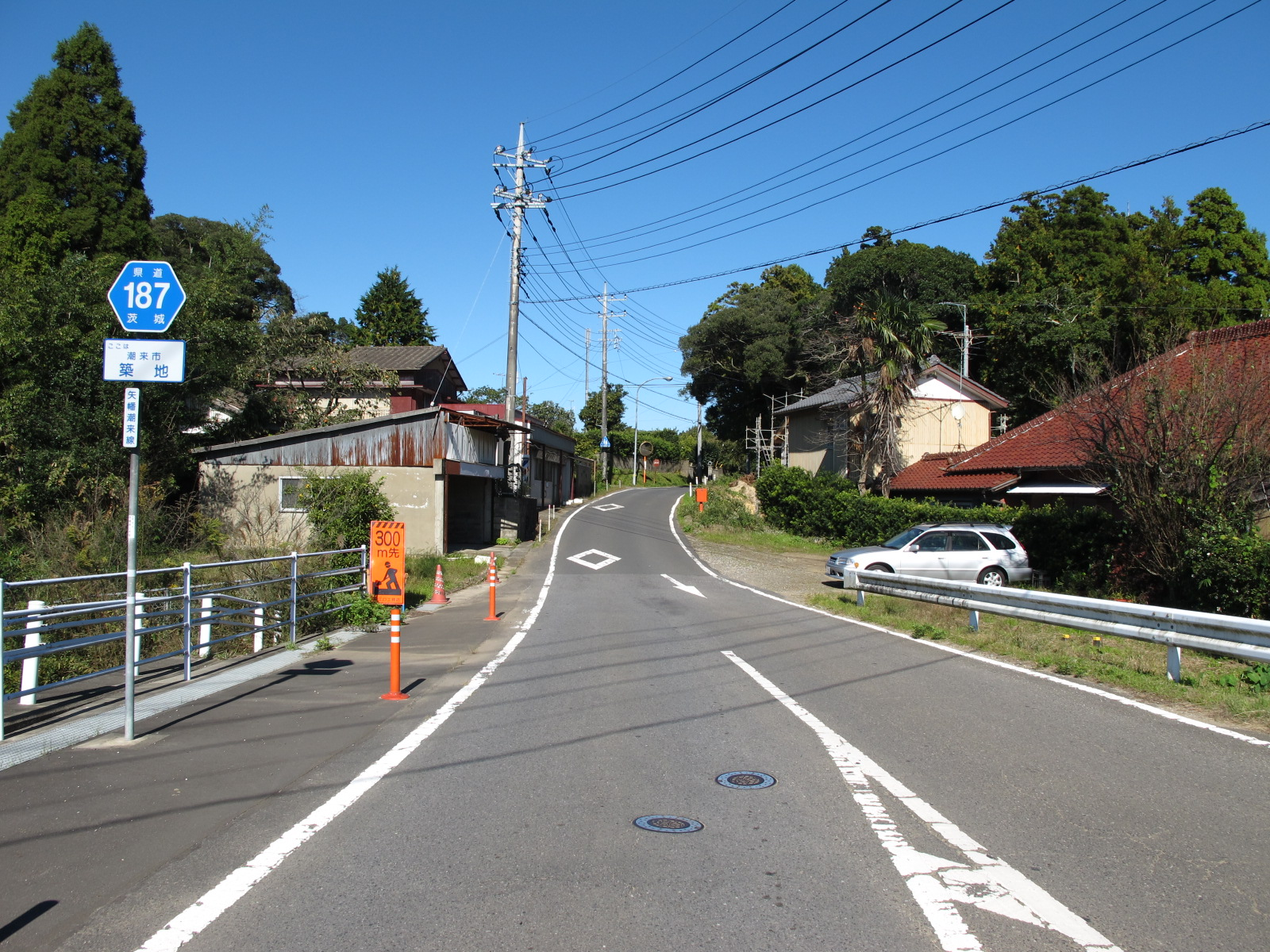
茨城県道187号矢幡潮来線
潮来市築地（2010年11月）

茨城県道187号矢幡潮来線（いばらきけんどう187ごう やばたいたこせん）は、茨城県行方市矢幡から潮来市に至る一般県道である。

## 概要
行方市矢幡の矢幡交差点から潮来市辻の茨城県道50号水戸神栖線交点までを南北に結ぶ一般県道である。

### 路線データ
- 起点：茨城県行方市矢幡（茨城県道185号繁昌潮来線交点＝矢幡交差点）[1]
- 終点：茨城県潮来市辻1591番地先（茨城県道50号水戸神栖線交点）[2]
- 総延長：6.648 km[3]
- 重用延長：なし[3]
- 未供用延長：なし[3]
- 実延長：6.648 km[3]
- 自動車交通不能区間延長[注釈 1]：なし[3]

## 歴史
1959年（昭和34年）10月14日、新たな県道として行方郡麻生町大字矢幡を起点とし、行方郡潮来町を終点とする区間を本路線とする県道矢幡潮来線として茨城県が県道路線認定した。
1995年（平成7年）の県道路線の整理番号変更に伴ない、整理番号187となる。
2008年（平成20年）に潮来市辻地内の現道が潮来市道に移管されたことにより、路線認定当時から国道51号まであった路線長は約2 km程短縮され、茨城県道50号水戸神栖線交点までとなった。

### 年表
- 1923年（大正12年）4月1日：現在の路線の前身である県道延方鉾田線が路線認定される。
- 1940年（昭和15年）11月18日：同じく県道大賀潮来線が路線認定される。
- 1959年（昭和34年）10月14日
  - 現在の路線が路線認定される（図面対照番号194）[4]。
  - 道路の区域は、行方郡麻生町大字矢幡の県道繁昌牛堀線分岐から行方郡潮来町大字辻の二級国道千葉水戸線交点までと決定された[1]。
- 1979年（昭和54年）3月31日：潮来町辻 - 同町延方「須賀交差点」までの区間（延長2.095km）が、道路区域に追加指定される[5]。
- 1982年（昭和57年）5月20日：潮来町大字大生 - 大字筑地の旧道（0.607km）が指定解除され潮来町道へ降格[6]。
- 1992年（平成4年）3月25日：主要地方道水戸神栖線に接続する取り付け道路（行方郡潮来町大字築地 - 大字辻）を供用開始[7]。
- 1995年（平成7年）3月30日：整理番号251から現在の番号（整理番号187）に変更される[8]。
- 2004年（平成16年）3月22日：潮来市大賀 - 同市大生の区間が、通行する車両の高さの最高限度4.1mの道路に指定される[9]。
- 2008年（平成20年）3月27日：潮来市辻の茨城県道50号水戸神栖線交点から国道51号・辻交差点までの現道（2.234km）が指定解除により潮来市道に降格する[2]。
- 2008年（平成20年）4月1日：行方市矢幡 - 潮来市大賀の区間を、通行する車両の最大重量限度25トンの道路に指定[10]。

## 地理

### 通過する自治体
- 茨城県
  - 行方市 - 潮来市

### 交差する道路
- 茨城県道188号大賀延方線（潮来市大賀、大賀交差点）
- 茨城県道189号大賀牛堀線（潮来市大生）
- 茨城県道50号水戸神栖線（潮来市築地）

### 沿線
- 文殊院（潮来市大賀）